# Здењек Јарковски
Здењек Јарковски (чеш. Zdeněk Jarkovský; Нови Биџов, 3. октобар 1918 − Ламанш, 8. новембар 1948) био је чехословачки хокејаш на леду. Играо је на позицији голмана.
У дресу репрезентације Чехословачке освојио је титулу светског првака на првенству 1947. у Прагу, а био је делом олимпијског тима Чехословачке на Зимским олимпијским играма 1948. у швајцарском Санкт Морицу где су Чехословаци освојили сребрну медаљу. 
Погинуо је у авионској несрећи 8. новембра 1948. након што се авион којим су летели из Париза за Лондон срушио у Ламанш. Поред Јарковског у несрећи су смртно страдали и његови саиграчи Ладислав Тројак, Вилибалд Штјовик, Карел Стибор, Милослав Покорни и Здењек Шварц. 
Године 1968. постхумно му је додељено признање заслужног мајстора спорта Чехословачке. 